# T in the Park

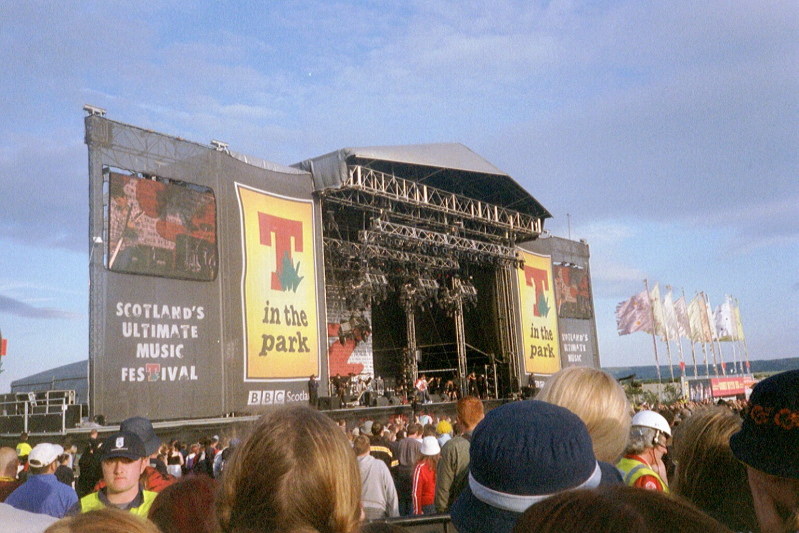
T in the park

T in the Park je největší skotský hudební festival, sponzorovaný a pojmenovaný podle glasgowského pivovaru Tennens. Festival se od svého začátku v roce 1994 konal každoročně v parku Strathclyde, nedaleko měst Bellshil a Hamilton, ale od roku 1997 se přesunul do Balada, poblíž města Kinross.

## Historie

### První roky
V prvním roce se na pódiích vystřídaly skupiny Primal Scream, Oasis, Crash Test Dummies, Blur and The Manic Street Preachers. Cypress Hill a Rage Against the Machine uzavírali první festival. V dalším ročníku se představili Kylie Minogue, Nick Cave, Alanis Morissette, Black Grape a Supergrass. V roce 1996 Radiohead, Pulp a No Doubt. Ještě před stěhováním se na festivalu objevili Travis, Texas, Green Day, Foo Fighters, Garbage, Moby, Iggy Pop, Stereophonics, R.E.M., The Proclaimers, The Darkness, Idlewild, Muse, The Polyphonic Spree a The Chemical Brothers.

## Rok 2007
V roce 2007 se festival konal poprvé v historii po tři dny, od 6. června do 8. června. Prvních 35 000 vstupenek bylo prodáno hned po uvedení do prodeje těsně po skončení akce v roce 2006. Zbytek vstupenek byl vyprodán také v několika minutách.

### Interpreti v roce 2007
- Arctic Monkeys, Bloc Party, The Coral, Lily Allenová,
- The Killers
- Razorlight, Arcade Fire, James
- James Morrison, Snow Patrol, Scissor Sisters
- Kings of Leon, The Fratellis, Paolo Nutini, The Goo Goo Dolls, The Kooks, My Chemical Romance
- Amy Winehouseová, Babyshambles, Cansei de Ser Sexy, Little Man Tate
- Gogol Bordello, Dogs, Kasabian, Interpol
- Maximo Park, Mika, The Gossip, The Pigeon Detectives a další.